# Gudrun Bojesen
Gudrun Bojesen, född 1976 i Köpenhamn, är en dansk ballerina. Hon är sedan 2001 solodansare vid Det Kongelige Teater.
Bojesen antogs 1984 till Det Kongelige Teater balettskola. Några av hennes paradnummer är Odette/Odile i Svansjön och Tatiana i Onegin.